# مستقبلات تمدد الرئة
مستقبلات تمدد الرئة هي مستقبلات ميكانيكية موجودة في الرئتين.
عندما تتسع الرئة، تبدأ المستقبلات في منعكس هيرينغ بريوير [الإنجليزية]، مِمِّا يقلل من معدل التنفس. زيادة الإشعال من مستقبلات التمدد يُزيد أيضًا من إنتاج الفاعل بالسطح الرئوي. تتلقى العضلات البينية والحجاب الحاجز نبضات من المركز التنفسي، وترسل المستقبلات التمددية في الرئتين نبضات إلى المركز التنفسي لإعطاء معلومات عن حالة الرئتين.

## روابط خارجية
- Pulmonary+stretch+receptors في المكتبة الوطنية الأمريكية للطب نظام فهرسة المواضيع الطبية (MeSH).